# Caryophylloideae
Caryophylloideae es una subfamilia de plantas perteneciente a la familia Caryophyllaceae. El género tipo es: Caryophyllus Mill. Tiene las siguientes tribus.

## Tribus
- Caryophylleae,
- Drypideae,
- Sileneae[2]